# Evangelisch-Reformierte Landeskirche des Kantons Glarus
Die Evangelisch-Reformierte Landeskirche des Kantons Glarus ist die Landeskirche evangelisch-reformierter Konfession, die auf dem Territorium des Kantons Glarus organisiert ist. Sie hat ihren Verwaltungssitz im Kantonshauptort Glarus und ist Mitglied der Evangelisch-reformierten Kirche Schweiz.

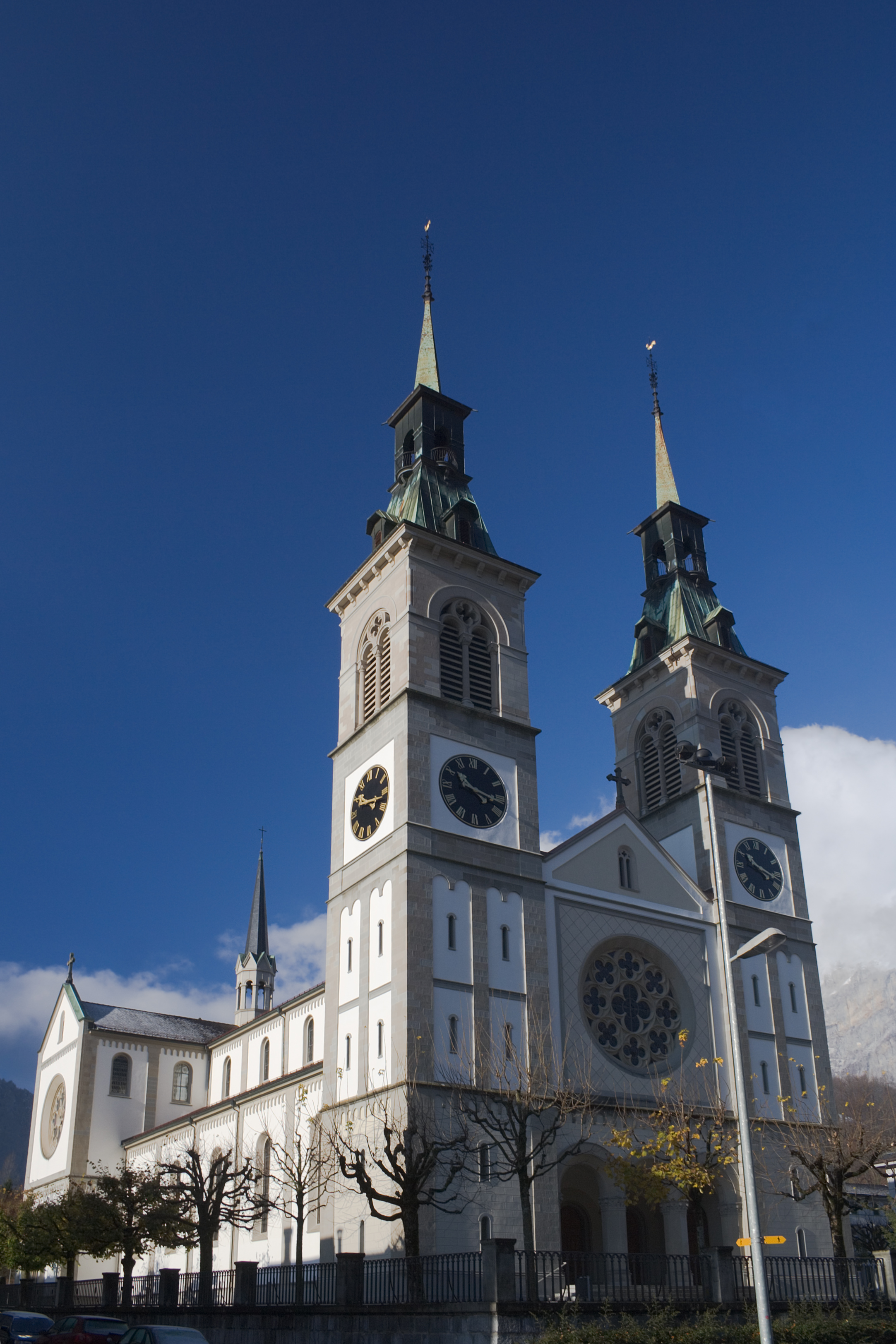
Stadtkirche Glarus

## Organisation

### Kirchgemeinden
Die Glarner Landeskirche umfasst 13 Kirchgemeinden und zwei Spezialpfarrämter. Infolge der politischen Fusionierung zu nur noch drei Gemeinden besteht auch kirchlicherseits derzeit (Stand: 2012) das Bedürfnis, Pastorationsgemeinschaften zu bilden oder Fusionsmöglichkeiten abzuklären.
In Glarus Süd fusionierten am 1. Januar 2006 die Kirchgemeinden Luchsingen, Betschwanden, Linthal und Braunwald zur neuen Kirchgemeinde Grosstal.

### Kirchenrat und Synode
Der kantonale Kirchenrat als Exekutive besteht aus 7 Mitgliedern, davon fünf Laien. Die zweimal jährlich tagende Synode stellt die Legislative dar und setzt sich aus maximal 50 Gemeindedelegierten zusammen.

## Medien
Publikationsorgan ist die monatlich in alle reformierten Haushaltungen verschickte Zeitschrift "Reformiert GL".